# Bill Russell
William Fenton «Bill» Russell (Monroe, Louisiana; 12 de febrer de 1934 - Mercer Island, Washington; 31 de juliol de 2022) fou un jugador de bàsquet estatunidenc que va disputar tretze temporades als Boston Celtics de l'NBA. Feia 2,08 metres d'alçada, jugava en la posició de pivot. Va ser el màxim estendard de la dinastia dels Celtics que van guanyar onze campionats en tretze anys, i van arribar a deu finals consecutives (aconseguint vuit títols consecutius). Va ser nomenat cinc vegades MVP de la temporada, va ser quatre vegades el màxim rebotejador de l’any, tot i que només va figurar tres cops en el millor quintet de l’any. Va figurar vuit vegades en el segon millor quintet de l'NBA.
Se'l considera un dels millors defensors de la història de l'NBA. Els seus taps i la seva defensa a l’home van ser una de les raons de més pes de l’èxit de la franquícia dels Celtics, i va inspirar molts altres jugadors a millorar el seu joc defensiu. També va tenir un paper notable com a rebotejador. Va agafar un total de 21.620 rebots durant la seva carrera, i es convertí en un dels dos jugadors (juntament amb Wilt Chamberlain) capaços d’agafar 50 rebots o més en un partit. Tot i no ser un jugador famós pel seu paper ofensiu, va anotar 14.522 punts.
Des del 1975 ha format part del Basketball Hall of Fame i l’any 1996 va ser anomenat un dels 50 millors jugadors de la història de l'NBA. També forma part de dues altres seleccions històriques de l’NBA: Equip del 25 Aniversari de l’NBA (1971) i Equip del 35 Aniversari de l’NBA (1980). El setembre del 2021 va entrar Hall of Fame, aquest cop com a entrenador, cosa que només han aconseguit quatre persones amb anterioritat: (John Wooden, Lenny Wilkens, Bill Sharman i Tom Heinsohn).

## Infantesa
Va néixer a Monroe, Louisana. Els seus pares eren Charles i Katie Russell. Els seus pares van ser fortes victimes del racisme. A causa d'això es van traslladar de Louisana a Oakland. Allà van caure en la pobresa i van viure en projectes de casa. No per això va deixar d'anar a l'escola i sobresortir com a jugador de bàsquet.

## Pre-NBA
A l'equip de la universitat Bill Russell ja va demostrar el seu gran potencial per bloquejar i recuperar la pilota. A San Francisco va guanyar 55 partits i dos campionats nacionals jugant a la NCAA.

### San Francisco
L'unica universitat de la zona on en Bill podia tenir una beca en bàsquet era a la Universitat de San Francisco (USF), on el seu primer entrenador va ser Phil Woolpert. El 1954 Woolpert, va entrenar al primer equip d'una lliga oficial amb tres afroamericans: Hal Perry, K.C. Jones, i Russell, els quals desgraciadament, van ser objectiu d'insults per part de tothom. Però això tant li va fer, i va conduir a l'equip a les victòries del 1955 i 1956 i a guanyar 55 partits. Unes de les gestes més grans que ha fet en la NCAA va ser impedir 13 tirs en un partit, i també va fer alts percentatges en rebots i tirs de camp.

### Els Jocs Olímpics
Un cop graduat va anar a Melbourne, Austràlia on va jugar els jocs olímpics i va guanyar la medalla d'or amb l'equip dels EUA. En aquest equip va tornar a coincidir amb el seu antic company d'equip K.C. Jones entre d'altres.

## Boston Celtics
El 29 d'abril de 1956 va entrar a aquest equip de la lliga Americana de Basquet NBA.
L'entrenador de l'equip, Red Auerbach, va treure de l'equip els dos millors jugadors d'aquell equip que eren Ed Macauley i Cliff Hagan esperant que Russell els pogués substituir i així va ser la nova estrella amb el número 6 va sobrepassar les taules. El primer any de Russel als Boston Celtics ja va guanyar un anell amb Bob Cousy de base, Tom Heinsohn d'escolta, Jim Loscutoff d'aler, Jack Nichols d'ala-pívot i Bill Russell de pívot. El febrer del 1958 va participar en el partit de les estrelles que el va guanyar acompanyat per Dolph Schayes i Larry Costello dels Syracuse Nationals, Willie Naulls, Richie Guerin i Ken Sears dels New York Knicks, Bill Russell, Bob Cousy i Bill Sharman dels Boston Celtics, Paul Arizin i Neil Johnston dels Philadelphia Warriors. Aquell any l'All-Star Game (el partit de les estrelles) li va anar molt bé, però, el playoff no els va anar tan bé perquè es lesionà i van ser eliminats al tercer partit contra Saint Louis Hawks, que casualment tenien a l'equip a Ed Macauley i a Cliff Hagan: els dos jugadors dels Celtics que l'entrenador havia apartat per posar a Bill Russell. La temporada del 1958-59 els Celtics van tornar a guanyar el Playoff amb Russell de pivot, però a Russell l'All-Star li va anar malament, perquè van perdre de setze punts. Els anys van anar passant i Russell, Cousy i Sharman anaven guanyant Playoffs i All-Stars. L'any 1960, a l'equip All-Star de la conferència est s'hi va afegir el jugador Wilt Chamberlain, que va ajudar al trio de Boston a guanyar. L'any 1961 a l'All-Star ja no eren els tres de Boston, ja que en Bill Sharman ja era massa vell per jugar-hi i aquell any van perdre a finals d'any es va retirar. L'any següent Boston va perdre una altra estrella Bob Cousy, però, Bill Russell no es rendia: els playoffs continuava guanyant-los i els partits All-Star també. A partir de 1966 Bill Russell dirigia a l'equip a la vegada que hi jugava perquè l'entrenador s'havia retirat. L'any 1969 Bill Russell es va retirar i va passar a entrenar un equip i va ser el primer entrenador negre. Russell entrenà els següents equips:
- Boston Celtics (1966–1969)
- Seattle SuperSonics (1973–1977)
- Sacramento Kings (1987–1988)

## Vida personal i mort
Russell es va casar amb la seva estimada de la universitat Rose Swisher de 1956 a 1973. Van tenir tres fills: Karen Russell, experta en televisió i advocada, i William Jr. i Jacob. La parella es va distanciar emocionalment i es va divorciar. El 1977, es va casar amb Dorothy Anstett, Miss EUA de 1968; es van divorciar el 1980. El 1996, Russell es va casar amb la seva tercera dona, Marilyn Nault; el seu matrimoni va durar fins a la seva mort el gener de 2009. Russell estava casat amb Jeannine Russell en el moment de la seva mort. Va viure a Mercer Island, Washington, durant més de quatre dècades. El seu germà gran era el dramaturg Charlie L. Russell.
El 1959, Russell es va convertir en el primer jugador de l'NBA a visitar Àfrica. Russell era membre de la fraternitat Kappa Alpha Psi, després d'haver estat iniciat en el seu capítol Gamma Alpha mentre era estudiant a la Universitat de San Francisco. El 16 d'octubre de 2013, Russell va ser arrestat per portar la seva pistola Smith & Wesson registrada i carregada de calibre 38 a l'Aeroport Internacional de Seattle-Tacoma. Se li va emetre una citació i el van deixar en llibertat, i l'Administració de Seguretat del Transport va indicar que cobraria una sanció civil, que seria d'entre 3.000 i 7.500 dòlars.
Russell va morir a la seva casa de l'illa Mercer, Washington, el 31 de juliol de 2022, a l'edat de 88 anys. La notícia va ser anunciada en una publicació a Twitter per la seva família. En un comunicat, el comissari de l'NBA, Adam Silver, va dir que Russell era "el campió més gran de tots els esports d'equip".

## Guanys
Durant la seva carrera, Russell va ser un dels primers grans ingressos del bàsquet de l'NBA. El seu contracte de debutant de 1956 va valer 24.000 dòlars (equivalent a 239.207 dòlars el 2021), només una micllevat que els 25.000 dòlars del company d'equip Bob Cousy. Russell maig va haver de treballar a temps parcial. Això contrastava amb altres Celtics que van haver de treballar durant la temporada baixa per mantenir el seu nivell de vida; Tom Heinsohn va vendre assegurances, Gene Guarilia era un guitarrista professional, Cousy va dirigir un camp de bàsquet i Red Auerbach va invertir en plàstics i un restaurant xinès. Quan Wilt Chamberlain es va convertir en el primer jugador de l'NBA a guanyar 100.000 dòlars de sou el 1965 (equivalent a 859.873 el 2021), Russell va anar a Auerbach i va exigir un sou de 100.001 dòlars, que va rebre ràpidament. Com a entrenador, els Celtics van pagar a Russell un sou anual de 25.000 dòlars, que s'afegia al seu sou com a jugador. Tot i que la premsa va anunciar el sou com un rècord per a un entrenador de l'NBA, no és clar si el sou continuat de 100.001 dòlars de Russell com a jugador es va incloure en el càlcul. Russell també tenia una sabata dissenyada per Bristol Manufacturing Corporation el 1966, la sabata de bàsquet professional Bill Russell.

## Personalitat
El 1966, The New York Times va escriure que "Les principals característiques de Russell són l'orgull, la intel·ligència, un sentit de l'humor actiu i agraït, una preocupació per la dignitat, una capacitat de consideració una vegada que s'ha despertat la seva amistat o simpatia i una manca de voluntat de comprometre qualsevol cosa, veritats que ha acceptat". L'any 2009, Russell va escriure el lema del seu avi patern, transmès al seu pare i després a ell: "Un home ha de traçar una línia dins seu que no permetrà que cap home traspassi". Russell va dir que estava "orgullós de la dignitat heroica del meu avi contra forces més poderoses que ell ... no es deixaria oprimir ni intimidar per ningú". Va escriure aquestes paraules després d'explicar com l'avi Jake Russell havia resistit al Ku Klux Klan i altres blancs que van intentar frustrar els seus esforços per construir una escola per a nens negres; el seu avi va ser la primera persona de la línia patrilineal de Russell que va néixer lliure a Amèrica del Nord i ell mateix era analfabet. El lema de Russell va ser: "Si no respectes aquesta línia, em faltes a mi".